# Jensen Huang
Jen-Hsun „Jensen“ Huang (čínsky: 黃仁勳; pinyin: Huáng Rénxūn; Pe̍h-ōe-jī: N̂g Jîn-hun; narozen 17. února 1963) je tchajwanský a americký podnikatel, elektroinženýr a filantrop, který je prezidentem, spoluzakladatelem a výkonným ředitelem (CEO) společnosti Nvidia, největší polovodičové společnosti na světě. Podle odhadu časopisu Forbes z ledna 2025 činí Huangovo čisté jmění 130,5 miliardy USD, což z něj činí 9. nejbohatšího člověka na světě.
Huang je synem tchajwansko-amerických přistěhovalců, dětství strávil na Tchaj-wanu a v Thajsku, poté se přestěhoval do Spojených států, kde studoval v Kentucky a Oregonu. Po absolvování Stanfordovy univerzity založil v roce 1993 v místní restauraci Denny's ve věku 30 let společnost Nvidia a od jejího založení zůstal jejím prezidentem a generálním ředitelem. Huang vyvedl společnost z téměř bankrotu v 90. letech a dohlížel na její expanzi do oblasti výroby grafických procesorů, vysoce výkonných počítačů a umělé inteligence.
Pod Huangovým vedením zažila Nvidia během boomu umělé inteligence rychlý růst a dosáhla tržní kapitalizace 3 bilionů dolarů, čímž překonala Microsoft, Amazon a Meta. V červnu 2024 předstihla Nvidia Microsoft a stala se „nejhodnotnější společností světa“ s tržní kapitalizací 3,34 bilionu dolarů. V letech 2021 a 2024 časopis Time označil Huanga za jednoho z nejvlivnějších lidí na světě.